# Diego Glória
Diego Andre Santos Gloría da Silva, el Monstro, el 10 (nascido a 19 de Agosto de 1987, em Valencia no estado de Carabobo) é um ex-futebolista profissional e treinador Venezuelano.

## Carreira como jogador
Começou a destacar-se ainda jovem. Com apenas 11 anos, com a seleção de Carabobo, alcança as fases finais do campeonato nacional de futebol de sub-12 venezuelano, e acaba por vencer o mesmo, sendo considerado o jogador mais valioso do torneio.
Com 16 anos integra a equipa de sub-17 da Hermandad Gallega Fútbol Club e participa no campeonato Nacional de Futebol.
Com 17 anos, juntamente com outros dois atletas juvenis, estreia-se no futebol profissional no Carabobo FC .
Esse feito marcou o início da sua longa carreira profissional como jogador sénior, carreira essa, que passou por 2 paises, Venezuela e Portugal.

## Carreira como Treinador
Ainda como jogador, dá os próximos passos no mundo do futebol como treinador, no CEFI, onde iniciou o curso de treinador da Conmebol.
No ano de 2013 faz parte do staff técnico da seleção de Carabobo sub-15 como treinador-adjunto.
Em 2014 licencia-se em Educação Física, Desporto e Recriação na Universidade de Carabobo.
No ano 2016, como treinador principal, é campeão inter-clubes no escalão de sub-16 na Casa Portuguesa Valencia.
Em 2022, organizou juntamente com o atleta Diogo Santos e com o apoio da Associação Desportiva Recreativa e Cultural da Ribeira/Azenha o primeiro torneio internacional dos escalões de Sub-12 e Sub-14, o Azenha Cup. Torneio esse que contou com a participação das equipas A e B da UD Santa Mariña  (Espanha), Povoense e Casaense.

Atualmente é responsável pela coordenação técnica da AJT SC Povoense, onde é ainda treinador dos escalões de sub-13 e sub-17. Tem dinamizado várias atividades como por exemplo um jogo solidário em prol da associação Acreditar